# Zisis Vryzas
Zisis Vryzas (grč. Ζήσης Βρύζας) (Kavala, Grčka, 9. studenoga 1973.) je bivši grčki nogometaš te bivši potpredsjednik PAOK-a a kratko vrijeme i njegov predsjednik. Igrao je na poziciji napadača te je osim u Grčkoj nastupao i u Italiji i Španjolskoj. Nakon igračkog umirovljenja na poziv prijatelja Theodorosa Zagorakisa došao je u PAOK Solun gdje je bio tehnički direktor a kratko vrijeme i predsjednik kluba nakon što je Zagorakis dao ostavku u klubu. 16. kolovoza 2010. Vryzas je postao pomoćnik izbornika grčke reprezentacije.
Najveći uspjeh u Vryzasovoj karijeri bilo je osvajanje naslova europskog prvaka s Grčkom 2004. godine.

## Karijera

### Klupska karijera
Zisis Vryzas je karijeru započeo 1991. igravši za Škodu Xanthi iz Trakije. Svojim talentom je privukao interes jakih domaćih i stranih klubova. 1996. je potpisao za PAOK Solun, najpopularniji nogometni klub u sjevernoj Grčkoj. Tamo je među navijačima stekao veliku popularnost zbog snažne, odlučne i predane igre te postizanjem važnih golova. Jedna od takvih utakmica bila je ona protiv Arsenala u Kupu UEFA gdje je Vryzas postigao pogodak za klubna Highburyju u 87. minuti.
2000. godine PAOK Solun je suočen s velikim financijskim problemima zbog nedjelotvorne klupske politike rješavanja dugova i lošeg upravljanja. Zbog toga je Vryzas prodan u talijansku Perugiju. U klubu je Vryzas stekao popularnost među navijačima zbog dobrih igara i brze prilagodne na novu sredinu. To se pokazalo ključnim faktorom za ostanak Perugije u Serie A. Zbog toga ga je 2003. kupila Fiorentina koja se tada natjecala u Serie B. 
2004. igrač je poslan na posudbu u Celtu Vigo uz mogućnost da ga španjolski klub trajno otkupi. Te sezone igrač s Celtom osvaja španjolsku drugu ligu te u siječnju 2006. prelazi u Torino, također na posudbu. I s tim klubom je Zisis Vryzas osvojio 2. ligu.
U ljeto 2006. igrač se vraća u Grčku, u klub u kojem je započeo svoju profesionalnu karijeru, Škodu Xanthi. U lipnju 2007. prelazi u PAOK uz objašnjenje da je to "klub u njegovom srcu". Sa solunskim klubom potpisuje dvogodišnji ugovor. Tamo je predsjednikom kluba postao njegov reprezentativni kolega i dugogodišnji suigrač Theodoros Zagorakis. Nakon povratka u PAOK, Vryzas je izjavio da je to "emocionalni izbor za njega te da je posljednja stanica u njegovoj karijeri klub za koji je navijao od djetinjstva".

### Reprezentativna karijera
Zisis Vryzas je debitiro za Grčku u listopadu 1994. u domaćoj kvalifikacijskoj utakmici za EURO 96' protiv Finske (pobjeda Grčke od 4:0). Svoj prvi reprezentativni pogodak Vryzas je postigao nakon tri mjeseca u prijateljskoj utakmici protiv Cipra u Larnaci.
Iako nije postigao mnogo pogodaka za reprezentaciju, igrača pamte kao reprezentativca koji je znao stvarati šanse, bio dobar u zračnim duelima te bio vješt u prolasku protivničkih igrača. Zbog toga je bio važan kako u klubovima za koje je igrao tako i u reprezentaciji. Bio je član Grčke koja je 2004. osvojila naslov europskog prvaka te je igrao u prvih jedanaest u utakmici skupine protiv Rusije. Grčka je izgubila rezultatom 2:1 dok je Vryzas postigao počasni pogodak. S tim pogotkom Grčka je izborila plasman u četvrtfinale zbog bolje gol-razlike od Španjolske.

## Karijera nakon umirovljenja
6. siječnja 2008. Zisis Vryzas je odigrao svoju posljednju utakmicu u karijeri u dresu PAOK-a, i to protiv Larisse. Zisis je ušao u igru u 82. minuti kao zamjena Christodoulopoulosa te je ispraćen ovacijama navijača. Sam Lazaros Christodoulopoulos je na utakmici postigao pogodak za 1:0 pobjedu PAOK-a te ga posvetio Zisisu.
8. siječnja 2008. Vryzas je službeno imenovan tehničkim direktorom PAOK-a. Njegovi prvi koraci u klubu bili su dovođenje igrača kao što su Pablo Contreras, Zlatan Muslimović, Dorvalino Alves Maciel, Vieirinha i Pablo Gabriel García. Panathinaikosu su prodani Lazaros Christodoulopoulos i Christos Melissis u ukupnoj vrijednosti od 4,3 milijuna eura a Daniel Fernandes u njemački Bochum (1,1 milijun eura).
U srpnju 2009. Vryzas je nastavio s dovođenjem igrača i to: Mirka Savinija, Oliviera Sorlina, Lucia Filomena, Brune Cirilla, Mohammeda Abubakarija i Vasiliosa Koutsianikoulisa. 9. listopada 2009. Vryzas je imenovan predsjednikom kluba nakon što je Zagorakis podnio ostavku iz osobnih razloga. Povratkom Zagorakisa, Vryzas postaje potpredsjednik a klub napušta 11. kolovoza 2010. Pet dana nakon toga postao je pomoćnik novome grčkome izborniku Fernandu Santosu.

## Osvojeni trofeji

### Klupski trofeji
| Klub       | Natjecanje       | Godina  |
| Italija    | Italija          | Italija |
| ---------- | ---------------- | ------- |
| Fiorentina | Serie B          | 2004.   |
| Španjolska |                  |         |
| Celta Vigo | Segunda Division | 2005.   |
| Italija    |                  |         |
| Torino     | Serie B          | 2006.   |

### Reprezentativni trofej
| Portugal   | Portugal |
| Natjecanje | Trofej   |
| ---------- | -------- |
| EURO 04'   | Zlato    |